# La Cycliste solitaire
La Cycliste solitaire (The Adventure of the Solitary Cyclist en version originale), est l'une des cinquante-six nouvelles de Sir Arthur Conan Doyle mettant en scène le détective Sherlock Holmes. Elle est parue pour la première fois le 26 décembre 1903 dans l'hebdomadaire américain Collier's Weekly, avant d'être regroupée avec d'autres nouvelles dans le recueil Le Retour de Sherlock Holmes (The Return of Sherlock Holmes).
La particularité de cette nouvelle est que le docteur Watson y mène l'enquête seul sans l'aide de Sherlock Holmes pendant une partie de l'aventure.

## Résumé

### Mystère initial

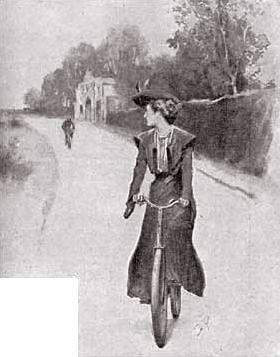
Mme Violet Smith, suivie par un inconnu.

Le samedi 23 avril 1895, Mme Violet Smith vient au 221B Baker Street pour s'entretenir avec Sherlock Holmes d'une affaire qui l'intrigue. La jeune femme explique être une enseignante en musique issue d'une famille pauvre depuis la mort de son père plusieurs mois auparavant. Outre sa mère restée à ses côtés, la jeune femme avait aussi un oncle du nom de Ralph Smith, mais ce dernier est lui aussi décédé en décembre 1894. Il vivait en Afrique du Sud, et sa mort lui a été rapportée, ainsi qu'à sa mère, par deux hommes du nom de Bob Carruthers et Jack Woodley, des connaissances de Ralph Smith en Afrique. Voyant la pauvreté de la jeune femme, Bob Carruthers lui a alors proposé de venir habiter chez lui à Charlington (en province) pour donner des cours à sa fille en l'échange d'un très bon salaire, ce qu'elle a accepté à condition de pouvoir revenir voir sa mère chaque week-end par le train. La jeune femme réalise donc chaque semaine l'aller-retour, et utilise sa bicyclette pour faire le trajet entre la demeure de son hôte et la gare de Charlington, en empruntant une route particulièrement calme à travers la lande. La jeune femme se montre satisfaite de sa situation, mais a remarqué depuis quelque temps que lors de ses fréquents parcours à bicyclette, un homme barbu qu'elle ne connaît pas la suit à vélo en gardant une distance d'environ 200 mètres par rapport à elle. La jeune femme, davantage intriguée qu'apeurée, demande à Holmes de comprendre ce qui se trame autour d'elle.

### Résolution de l'énigme
Holmes, très occupé par une autre affaire, envoie Watson à Charlington le lundi matin pour qu'il observe la route de campagne en étant caché dans un buisson. Watson aperçoit effectivement Violet Smith sur sa bicyclette, suivie par un homme barbu. L'homme en question s'était auparavant caché dans la brèche d'une haie d'une grande propriété située sur le bord de la route pour attendre Violet Smith et la suivre, avant de rebrousser chemin et revenir vers la grande bâtisse. Watson décide alors de se renseigner sur les habitants de cette demeure, et parvient à déterminer en se rendant dans une société de Pall Mall que l'endroit est actuellement loué par un homme du nom de Williamson.
Watson fait son compte-rendu à Holmes qui se montre déçu par les observations de Watson qui ne permettent pas de faire avancer l'enquête. Holmes se rend lui-même à Charlington le mardi après-midi sans Watson. Pour se renseigner sur les habitants de la demeure, il se rend dans un pub local où il parvient à découvrir que Williamson est un ancien prêtre peu scrupuleux. Il y rencontre aussi Jack Woodley (évoqué dans le récit de Violet Smith), une brute épaisse avec qui Holmes se bat à mains nues.
Le jeudi, Holmes et Watson reçoivent une lettre de Violet Smith qui les informe que son hôte, Bob Carruthers, l'a demandée en mariage, ce qu'elle a refusé, étant elle-même fiancée à un autre homme. Se trouvant dans une position délicate renforcée par le mystère de son poursuivant à vélo, elle décide de quitter son poste.

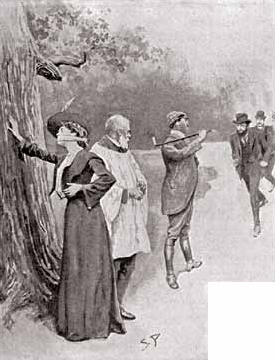
Violet Smith, bâillonnée, et mariée de force à Woodley par Williamson, tandis que Carruthers, Holmes et Watson accourent.

Holmes se doute que la jeune femme risque de courir un danger lors de son dernier retour vers Londres le samedi matin. Il se rend donc à Charlington le samedi, accompagné de Watson. Les deux hommes arrivent un peu tard et découvrent sur la route l'homme barbu dans un certain état d'affolement, recherchant lui aussi Violet Smith pour la sauver d'un danger qu'elle court. Les trois hommes entrent sur le terrain de la grande demeure suspecte de Charlington par la brèche de la haie, et ne tardent pas à découvrir que le prêtre Williamson vient de sceller un mariage forcé entre Violet Smith et Jack Woodley. L'homme barbu en compagnie de Holmes et Watson enlève alors sa barbe factice et se révèle être Bob Carruthers, l'ancien hôte de la jeune femme. Particulièrement outré par ce que vient de faire son ami Jack Woodley, il sort son pistolet et lui tire dessus, blessant Woodley sans le tuer.
Bob Carruthers explique alors à Holmes que lui-même et Woodley avaient monté une machination pour récupérer l'héritage très important de Ralph Smith, l'oncle de Violet Smith qu'ils connaissaient en Afrique du Sud. L'idée était que l'un des deux hommes devait se marier avec Violet, de manière qu'ils accèdent à l'héritage de Ralph. Cependant, au cours des derniers mois, Carruthers s'est véritablement épris de Violet. Cette dernière ayant refusé le mariage avec lui, il souhaitait qu'elle rentre à Londres et profite de son héritage avec son fiancé, mais Jack Woodley, moins scrupuleux, a décidé de conclure un mariage forcé avec l'aide du prêtre peu scrupuleux. Holmes fait remarquer que l'union, officialisée par un prêtre défroqué, n'est de toute manière pas valable. Un procès a finalement lieu, condamnant Williamson à 7 ans de prison, Woodley à 10 ans, et Carruthers à une peine nettement plus faible.

### Allusions à des enquêtes inédites
Au début de la nouvelle, Holmes affirme avoir peu de temps pour s'occuper de l'affaire de la jeune cycliste du fait qu'il est très occupé par l'affaire des « étranges persécutions dont John Vincent Harden, le célèbre millionnaire du tabac, avait été victime ». Cette aventure parallèle est un inédit. Par ailleurs, Holmes dit à Watson au sujet de la ville de Farnham : « Vous vous souvenez, Watson, c'est près de là que nous avons arrêté Archie Stamford, le faussaire ». Cette autre aventure est aussi inédite.

## Adaptations
La nouvelle a été adaptée en 1984 dans la série télévisée Sherlock Holmes. Cet épisode est le quatrième de la série et s'intiutle La Jolie Cycliste,.

## Livre audio en français
- Arthur Conan Doyle, La Cycliste solitaire [« The Adventure of the Solitary Cyclist »], Paris, La Compagnie du Savoir, coll. « Les enquêtes de Sherlock Holmes », 2011 (EAN 3661585198888, BNF 42478229)Narrateur : Cyril Deguillen ; support : 1 disque compact audio ; durée : 54 min environ ; référence éditeur : La Compagnie du Savoir CDS088. Le nom du traducteur n'est pas indiqué.